# 余宝琳
余宝琳 (英語： 1949年3月5日—) 是一位美国华裔学者，擅长研究中国传统诗歌和比较文学。

## 生平
1949年出生在美国罗切斯特 (纽约州), 父亲是余南庚是一名心脏学家，之后被选为美国心脏协会会长，母亲是Irene (Tang) Yu是一名儿科学家。她记述参加父亲在台湾的葬礼内容2013年被发布在 期刊《美国学者》上。
她毕业于哈佛大学现代法国和德国历史与文学专业，在校期间曾经有一年时间在柏林自由大学学习，博士毕业于斯坦福大学比较文学专业。
1976年至1985年在明尼苏达大学教书，1985年至1989年在哥伦比亚大学执教。1989年至1994年是加州大學爾灣分校东亚语言和文学创建人。 1994年至2003年担任加州大学洛杉矶分校文学院院长及东亚语言和文化教授。
1983年被选为古根海姆学者和美国学术团体协会会员。2007年她发表的文章"'Your Alabaster in This Porcelain': Judith Gautier’s Le livre de jade" 获得由美国现代语言学会颁发的威廉·莱利·派克奖。
作为美国文理科学院院士，余宝琳担任科学院的全国人文社会科学委员会委员。 她还被选为美国哲学会和百人会成员。 美国国家人文科学中心董事会成员， 蒋经国国际学术交流基金会董事会成员， 美国国会图书馆Kluge Scholars’ Council董事会成员。
2003年以来担任美国学术团体协会(ACLS)会长。致力于学者在人道主义领域进行研究。

## 家族
1975年和Theodore D. Huters结婚，2000年2月离婚。他们有三个孩子Emily Elizabeth Yu、Matthew Charles Yu和Alexander David Yu，还有两个孙子Henry和Maxwell。